# Berthold z Urachu
Berthold z Urachu († 1242) byl německý cisterciák a opat, rodný bratr blahoslaveného Konráda z Urachu.

## Život
Narodil se jako mladší syn hraběte Egina I. Z Urachu. Vstoupil do cisterciáckého řádu a od roku 1207 byl čtvrtým opatem v Tennenbachu, a následně v letech 1222 až 1230 opatem v Lützelu. Od roku 1240 byl až do své smrti opatem Říšského opatství Salem. V roce 1215 se účastnil zasedání Lateránského koncilu.